# Pierre Forthomme
Pierre Jean Joseph Forthomme (Verviers, 24 mei 1877 - Brussel, 2 december 1959) was een Belgisch liberaal politicus.

## Levensloop
Hij doorliep een loopbaan in de diplomatie, die hij in 1920 beëindigde als gevolmachtigd minister. Hij had in die periode veel te maken met Belgisch Kongo en schreef er bijdragen over.
Na de Eerste Wereldoorlog begon hij aan een politieke carrière, als verkozene voor de Liberale partij. Voor deze partij zetelde hij van 1921 tot 1925 en van 1929 tot 1932 namens het arrondissement Verviers in de Kamer van volksvertegenwoordigers, waarna hij van 1932 tot 1936 als provinciaal senator voor Luik in de Belgische Senaat zetelde. 
Bovendien was hij van 1923 tot 1925 minister van Landsverdediging, van 1929 tot 1931 minister van PTT, van 1932 tot 1934 minister van Verkeerswezen en voor enkele maanden in 1934 minister van Openbare Werken.

## Publicaties
- La véritable signification du Katanga pour la Belgique. Des moyens de l'accentuer, in: Bulletin de la Société belge d'Études coloniales, 1911
- Colons anglais et colons belges. À propos du peuplement du Katanga, in: Revue Générale, 1912
- Le conflit des langues en Afrique australe, in: Le Flambeau, 1920
- Le préjugé des langues, in: Le Flambeau, 1929
- Le libéralisme et l'évolution contemporaine, in: Le Flambeau, 1932
- Politique et économique dans le commerce international, in: Le Flambeau, 1938